# 420612 Nuptel
420612 Nuptel este o planetă minoră (asteroid) din centura de asteroizi. A fost descoperită pe 6 februarie 2008 la Xuyi County⁠(d) de . 
Obiectul prezintă o orbită caracterizată de o semiaxă mare de 2,3437483938095 UAi, o excentricitate de 0,098696581821751, o înclinație de 11,289036873295 ° în raport cu ecliptica.